# Orkan Środa Wlkp.
UKS Orkan Środa Wielkopolska – klub lekkoatletyczny funkcjonujący w Środzie Wielkopolskiej, w województwie wielkopolskim.

## Historia i osiągnięcia
Klub powstał jako LKS Orkan w ramach Ludowych Zespołów Sportowych. Jego najbardziej znanym zawodnikiem był dwukrotny olimpijczyk Rafał Wieruszewski, medalista mistrzostw świata seniorów w 2001 i 2007. 
Zawodniczkami Orkana były także m.in. rekordzistki tego klubu: medalistka mistrzostw Polski i uczestniczka mistrzostw Europy seniorek w 2006 Joanna Gabryelewicz i uczestniczka mistrzostw Europy juniorek w 2007 Agnieszka Cichowlas. Wojciech Kaczor reprezentował Polskę na letnich igrzyskach olimpijskich młodzieży w 2014, Sara Neumann i Wojciech Marok zostali medalistami mistrzostw Europy juniorów w 2019. Wychowankami średzkiego klubu są też m.in. Mariusz Baszczyński, reprezentant Polski na mistrzostwach świata juniorów w 2012 Marcin Wrotyński, reprezentant Polski na mistrzostwach Europy juniorów w 2015,  i Adrian Wesela, reprezentant Polski na mistrzostwach świata juniorów w 2016.
Trener R. Wieruszewskiego i S. Neumann Mieczysław Kaczor (ojciec Wojciecha Kaczora) był w latach 1999-2009 i 2014-2017 prezesem klubu. W Orkanie pracował także Wojciech Mazurkiewicz, który prowadził m.in. Mariusza Baszczyńskiego i Adriana Weselę.